# La Chapelle-de-Surieu
La Chapelle-de-Surieu ist eine französische Gemeinde mit 761 Einwohnern (Stand: 1. Januar 2022) im Département Isère in der Region Auvergne-Rhône-Alpes; sie gehört zum Arrondissement Vienne und zum Kanton Roussillon. Die Einwohner werden Chapelains genannt.

## Geografie
La Chapelle-de-Surieu liegt etwa 14 Kilometer südsüdöstlich von Vienne. Das Gemeindegebiet wird vom Fluss Sanne durchquert. Umgeben wird La Chapelle-de-Surieu von den Nachbargemeinden Assieu im Norden und Nordwesten, Montseveroux im Nordosten, Bellegarde-Poussieu im Osten, Sonnay im Süden, Ville-sous-Anjou im Südwesten sowie Saint-Romain-de-Surieu im Westen.

## Bevölkerungsentwicklung
| Jahr                       | 1962 | 1968 | 1975 | 1982 | 1990 | 1999 | 2006 | 2017 |
| -------------------------- | ---- | ---- | ---- | ---- | ---- | ---- | ---- | ---- |
| Einwohner                  | 362  | 345  | 289  | 326  | 409  | 477  | 613  | 751  |
| Quellen: Cassini und INSEE |      |      |      |      |      |      |      |      |

## Sehenswürdigkeiten
- Kirche Saint-Jacques

## Persönlichkeiten
- Didier-Léon Marchand (1925–2022), Bischof von Valence